# Phyllis Hyman
Phyllis Linda Hyman (Philadelphia, 6 juli 1949 – New York, 30 juni 1995) was een Amerikaanse jazz- en r&b-zangeres.

## Biografie
Phyllis Hyman kwam ter wereld als oudste van zeven kinderen. Ze was een derdegraads nicht van de acteur Earle Hyman. Haar jeugd bracht ze door in Pittsburgh. Haar eerste muzikale ervaringen deed ze op in haar middelbare school- en collegetijd, waarin ze zich voorbereidde om advocatuurmedewerkster te worden. Haar professionele muziekcarrière begon in 1971 met de coverband New Direction. Ze zong in andere lokale bands, waaronder All the People en The Hondo Beat, voordat ze haar eigen band Phyllis Hyman and the P/H Factor formeerde. Tussentijds werkte ze als fotomodel en had ze een gastoptreden in de film Lenny (Bob Fosse, 1974).
Hyman nam in haar carrière voornamelijk platen op voor Buddah Records, Arista Records en Philadelphia Records. Daarnaast zong ze in een hele reeks opnamen voor diverse kleine labels, vaak in samenwerking met andere muzikanten. Haar eerste single Leavin' the Good Life Behind nam Hyman op voor Private Stock in 1975. De gerenommeerde discoproducent Tom Moulton mengde deze opname, die echter niet het gewenste succes bracht. Een jaar later contracteerde jazzmuzikant Norman Connors Hyman voor zijn lp You Are My Starship, die tevens twee opnamen bevatte, waarbij de zangeres de leadstem zong. Beide opnamen werden ook uitgebracht als single en bezorgden Hyman direct twee hits in de r&b-hitlijst: We Both Need Each Other, een duet met Michael Henderson, en Betcha by Golly Wow, een cover van de Connie Stevens-song uit 1970 (waarmee de band The Stylistics in 1972 een hit had).
Haar eerste solosingle in de r&b-hitlijst had ze in 1976 met Baby (I'm Gonna Love You) (#76). Deze opname verscheen bij het kleine label Desert Moon Records. Later wisselde ze naar Buddah Records, dat toentertijd zeer goed op de soulmarkt vertegenwoordigd was met artiesten als Gladys Knight & the Pips, Barbara Mason en Melba Moore. Hier verscheen in 1977 de eerste lp Phyllis Hyman, waarvoor o.a. Thom Bell de epische ballade Loving You – Losing You mede-produceerde en die ook een kleine hit was in de r&b-hitlijst op positie 32. In 1978 contracteerde jazzmuzikant Pharoah Sanders Hyman voor zijn lp Love Will Find a Way, waarop ze de leadstem zong in Love Is Here en As You Are.
In maart 1979 trouwde ze met Larry Alexander, haar toenmalige manager en broer van de jazzpianist Monty Alexander. In hetzelfde jaar contracteerde Arista Records-eigenaar Clive Davis de zangeres. Het album Somewhere in My Lifetime bevatte met de titelsong een Barry Manilow-productie, die zich plaatste in de r&b-hitlijst op positie 12. In het volgende jaar verscheen de groots opgezette lp You Know How to Love Me, waarvan de titelsong een groot succes werd in de Amerikaanse discotheken en later o.a. werd gecoverd door Lisa Stansfield. In 1981 vierde Hyman met Can't We Fall in Love Again haar eerste top 10-succes (het duet met Michael Henderson plaatste zich in de r&b-hitlijst op positie 9. Bovendien maakte ze in de Duke Ellington-revue Sophisticated Ladies haar debuut op Broadway. Voor haar prestatie werd ze o.a. genomineerd voor een Tony Award en onderscheiden met een Theatre World Award.
In het daaropvolgende jaar nam Hyman de door Stephen Forsyth en Jim Ryan geschreven song Never Say Never Again op voor de gelijknamige James Bond-film. De filmproducent Jack Schwartzman had echter de Fransman Michel Legrand gecontracteerd voor het leveren van de soundtrack, welke compositie met tekst van de echtelieden Bergman, die reeds eerder samen met Legrand een wereldhit maakten met The Windmills of Your Mind, voorgedragen werd door Lani Hall als Bondsong in zijn jazz-georiënteerde versie. Hymans opname verdween in de archieven en werd pas in 2008, dertien jaar na Hymans dood, uitgebracht.
Met het minder bekende album Goddess of Love, welke titel later Hymans bijnaam werd, eindigde de samenwerking met Arista Records. Clive Davis' interesse in haar was verregaand weggeëbt, omdat hij met Whitney Houston een nieuwe, jonge zangeres met meer perspectief had ontdekt. Na een onderbreking tekende Hyman bij het label Philadelphia Records, dat in de jaren 1970 de Philly Soul bepaald had. De singles Old Friend (1986, r&b #12) en Living All Alone (1987, r&b #14) verkochten zeer goed. Het daarbij behorende album Living All Alone werd o.a. vermeld door Kenneth Gamble, Leon Huff en Thom Bell, allemaal toonaangevende muzikanten en songwriters van de Philly Soul.
Drugs- en gewichtsproblemen en extreme stemmingswisselingen hinderden Hyman tijdens de volgende jaren privé. Desondanks trad ze live op en nam ze ook rollen aan als actrice. In de actiefilm The Kill Reflex (1989) was ze te zien naast Maud Adams en Fred Williamson. Weer Barry Manilow nodigde haar uit als gastster in zijn tv-special Barry Manilow: Big Fun on Swing Street (1987). Voor de single Sacred Kind of Love (1990, r&b #21) werkte ze samen met Grover Washington jr.. In 1991 volgde haar nummer 1-hit Don't Wanna Change the World, waaraan zich twee nieuwe top 10-successen aansloten (Living in Confusion, When You Get Right Down to It). In het daaropvolgende jaar kozen de lezers van het Britse vaktijdschrift Blues & Soul haar tot zangeres van het jaar, voor Anita Baker, Whitney Houston en Aretha Franklin.
Door persoonlijke problemen en meerdere sterfgevallen in haar familie en vriendenkring maakte de zangeres opnieuw moeilijke jaren door. Toch ging ze door met het geven van concerten. In de nacht van 29 op 30 juni 1995 beëindigde Hyman haar leven met slaaptabletten. Op dezelfde dag was oorspronkelijk een gezamenlijk concert gepland met de soulgroep The Whispers in het New Yorkse Apollo Theater. Ter ere van Hyman traden The Whispers toch op. Later droegen ze de musical Thank God! The Beat Goes On (1996), waarin Hyman werd vertolkt door de r&b-zangeres Alyson Williams, aan haar op.
Het album I Refuse to Be Lonely met de gelijknamige laatste Hyman-hit in de r&b-hitlijst op positie 59 verscheen postuum eind 1995. Na haar overlijden werden talrijke albums, met successen maar ook met niet uitgebrachte opnamen, uitgebracht. In 2008 was Hyman onderwerp van de docureeks Unsung op de Amerikaanse tv-zender TV One. Deze reeks besteedde aandacht aan minder bekende R&B-sterren. In hetzelfde jaar verscheen bovendien de biografie Strength of a Woman: The Phyllis Hyman Story van Jason A. Michael. Zowel de documentaire als het boek benaderen uitgebreid haar persoonlijke problemen, vooral haar depressies en stemmingswisselingen, ten gevolge van de bipolaire stoornis.

## Als model
In 1982 poseerde Hyman vrijpostig in het mannentijdschrift Oui. Twee foto's uit deze sessie werden iets later ook in het tijdschrift Jet, dat zich richt tot Afro-Amerikaanse lezers, gepubliceerd.

## Overlijden
Phyllis Hyman overleed in juni 1995 op bijna 46-jarige leeftijd. Ze maakte zelf een einde aan haar leven door een overdosis slaappillen en wodka.

## Discografie

### Singles
- 1975: Leavin' the Good Life Behind
- 1976:	Baby (I'm Gonna Love You)
- 1977: Loving You – Losing You
- 1977: No One Can Love You More
- 1977:	Betcha by Golly Wow (Norman Connors feat. Phyllis Hyman) (origineel: Connie Stevens – Keep Growing Strong, 1970)
- 1978:	Somewhere in My Lifetime
- 1979: Living Inside Your Love
- 1979: So Strange
- 1979: You Know How to Love Me
- 1979:	Kiss You All Over (origineel: Exile, 1978)
- 1980:	Under Your Spell
- 1981: Tonight You and Me
- 1981: You Sure Look Good to Me
- 1981:	Can't We Fall in Love Again (met Michael Henderson)
- 1983: Why Did You Turn Me On
- 1983:	Riding the Tiger
- 1986: Living All Alone
- 1986: You Know How to Love Me '86
- 1986:	Old Friend
- 1987: Ain't You Had Enough Love (origineel: Julie Roberts, 1985)
- 1987: You Just Don't Know
- 1987:	Screaming at the Moon
- 1988: Black and Blue (met Barry Manilow)
- 1990: Obsession (Lonnie Liston Smith feat. Phyllis Hyman)
- 1990:	Sacred Kind of Love (Grover Washington jr. feat. Phyllis Hyman)
- 1991: Living in Confusion
- 1991:	Don't Wanna Change the World
- 1992: I Found Love
- 1992:	When You Get Right Down to It
- 1993:	Remember Who You Are (Norman Connors feat. Phyllis Hyman)
- 1995:	I Refuse to Be Lonely
- 1996:	I'm Truly Yours
- 1998: Groove with You
- 1998: Tell Me What You're Gonna Do
- 1998:	Funny How Love Goes (met Damon Williams)
- 2003: Can't Live Without You (originele opname van 1974)

### Albums
- 1977:	Phyllis Hyman (Buddah Records)
- 1978: Sing a Song (Buddah Records)
- 1979:	Somewhere in My Lifetime (Arista Records)
- 1979: You Know How to Love Me (Arista Records)
- 1981:	Can't We Fall in Love Again (Arista Records)
- 1983:	Goddess of Love (Arista Records)
- 1986:	Living All Alone (Philadelphia Records)
- 1991:	Prime of My Life (Philadelphia Records)
- 1995:	I Refuse to Be Lonely (Philadelphia Records)
- 1998:	Forever with You (Philadelphia Records)

### Compilaties
- 1986: The Best of Phyllis Hyman
- 1989: Under Her Spell: Greatest Hits
- 1990: The Best of Phyllis Hyman: The Buddah Years
- 1991: It Takes Style
- 1996:	Loving You, Losing You: The Classic Balladry of Phyllis Hyman (RCA Records)
- 1996:	The Legacy of Phyllis Hyman (Arista Records)
- 1998: One on One
- 1998: Remembered Featuring the Committee
- 1998: Sweet Music
- 1999: Master Hits
- 1999: Phylladelphia: The Gamble-Huff Years
- 2000: It’s About Me
- 2003: In Between the Heartaches: The Soul of a Diva
- 2004: Platinum & Gold Collection
- 2004: Ultimate Phyllis Hyman
- 2004: The Essence of Phyllis Hyman
- 2006: Love Songs

- Bibliothèque nationale de France: cb13943100z (data)
- Gemeinsame Normdatei: 112243619X
- International Standard Name Identifier: 0000 0003 6974 4342
- Library of Congress Control Number: n94107336
- MusicBrainz: ac0b9f60-21a4-478f-b43a-d6238861c3fc
- Nationale Bibliotheek van Israël: 987007434644005171
- Nederlandse Thesaurus van Auteursnamen: 098016792
- Virtual International Authority File: 164011959
- WorldCat: E39PBJgd6XMvXGdvHcYybTJdQq